# Міжнародний науково-навчальний центр інформаційних технологій і систем НАН України та МОН України

Мозаїчне панно «Тріумф кібернетиків» на бічній стіні корпусу № 6 Кібцентру, де у 1970-ті роки був Обчислювальний центр, у 1990-ті Музей Кібцентру, з 5 травня 1997 року належить МННЦ ІТС. Автори Галина Зубченко, Григорій Пришедько, 1974 рік. Фото 5 травня 2023

Міжнародний науково-навчальний центр інформаційних технологій та систем — науково-навчальна установа, підпорядкована Національній академії наук України і Міністерству освіти і науки України. Заснований 1997 року.

## Діяльність
У Міжнародному Центрі виконуються наукові дослідження та розробки, спрямовані на вирішення актуальних проблем штучного інтелекту та інформатики, а саме: створення технологій комп'ютерного образного мислення, нових інформаційних та комунікаційних технологій, створення та розвиток інформаційного суспільства в Україні та механізмів його взаємодії зі світовим інформаційним простором.
Науковцями одержано ряд фундаментальних та прикладних наукових результатів у галузі створення інтелектуальних інформаційних технологій та систем, зокрема у теорії структурного розпізнавання образів, у розпізнаванні і розумінні злитного мовлення, сприйняття та розуміння біо- та фізіологічних сигналів, інтелектуального управління, створення складних нейрокомп'ютерних комплексів, змістовної обробки знань, представлених в текстовій формі. Результати Центру визнані в країні та за кордоном.
Постановою Уряду Міжнародний Центр визначено Органом управління та Координатором Державної науково-технічної програми «Образний комп'ютер», яка спрямована на створення та впровадження інтелектуальних інформаційних технологій, що дозволять якісно розширити функціональні можливості сучасних комп'ютерів і комп'ютерно-телекомунікаційних систем та зростання вітчизняного мікроелектронного виробництва наукомістких високотехнологічних виробів масового використання. В рамках виконання цієї Програми розроблено новий клас високих наукомістких інформаційних технологій з елементами інтелекту людини, здатних розуміти людську мову, бачити і сприймати об'єкти навколишнього середовища, оперувати знаннями. Такі технології дозволять створювати якісно нові типи комп'ютерів для вирішення складних задач, що недосяжне сучасними традиційними засобами. Розроблення комп'ютерів, які виконують не тільки обчислення, але й моделюють образне сприйняття світу та образне прийняття рішень відносять до проривних напрямів у науково-технологічному поступі. Створено ряд дослідних зразків високоінтелектуальних мікроелектронних виробів, що обумовлює можливість розвитку в Україні сучасного вітчизняного мікроелектронного виробництва. Розробки виконані на високому науково-технічному рівні, функціональні та технічні показники відповідають світовому рівню, ряд розроблених пристроїв не має промислових світових аналогів. Промислове виробництво цих приладів розпочато на підприємствах Міністерства промислової політики України.
Міжнародний Центр разом з інститутами Кібернетичного Центру зробив вагомий внесок в розробку Концепції інформатизації України, в розвиток методичних основ інформаційного суспільства, розробку національної програми інформатизації України, ряду базових законопроєктів у цій галузі. Розроблена українська концепція та стратегія розвитку інформаційного суспільства полягає в тому, що вона визначає знання та інформацію основними ресурсами суспільства та обумовлює ряд переваг в фазових переходах розвитку інформаційного суспільства. Реалізація такої стратегії дозволяє вже на ранніх стадіях становлення інформаційного суспільства здійснити природний перехід до суспільства знань.
В рамках виконання Національної програми інформатизації України розроблено та впроваджено ряд прогресивних інформаційних технологій, розподілених інформаційних систем та комп'ютеризованих систем для апарату Верховної Ради України, Міністерства економіки та з питань європейської інтеграції України, Міністерства оборони України, Міністерства промислової політики України, Міністерства внутрішніх справ України, служби гідрометеорології, навігації та гідрографії України та ряду інших базових стандартів в галузі інформаційних технологій.
Згідно з постановою Уряду Центр виконує функції Національного координатора Міжурядової програми ЮНЕСКО «Інформація для всіх», яка займає провідне місце в діяльності ЮНЕСКО і відіграє ключову роль у формуванні міжнародної платформи фундаментальних ідей та підходів у реалізації основного Мандата ЮНЕСКО на базі використання інформаційно-комунікаційних технологій. Міжнародний Центр разом з інститутами НАН України, міністерствами, відомствами розробив Український сегмент Програми ЮНЕСКО. Діяльну участь у розробці і координації заходів Програми взяла кафедра ЮНЕСКО, яка функціонує у Міжнародному Центрі та її філії в регіонах України.
У Міжнародному Центрі функціонує регіональний центр дистанційних технологій, комп'ютерно-телекомунікаційна мережа, яка охоплює ряд вітчизняних та зарубіжних університетів і використовується для проведення сумісних досліджень в галузі розробки сучасних дистанційних технологій для використання в науці, освіті, медицині та інших областях. Центром ініційовані і проводяться сумісні дослідження з іноземними організаціями, направлені на створення високоефективних перспективних технологій навчання та прискореної підготовки і перепідготовки викладачів. У Міжнародному Центрі видаються наукові журнали Управляющие системы и машины и Кибернетика и вычислительная техника.
Директор центру з 1997 по 2021 роки — Володимир Гриценко, заслужений діяч науки і техніки України, лауреат Державної премії СРСР, двічі лауреат Державної премії України в галузі науки і техніки, премії ім. В. М. Глушкова, нагороджений Почесними грамотами Верховної Ради України, високими урядовими нагородами, Відзнакою Президента України «Орден за заслуги» ІІІ ступеня.
Директор центру з 2021 року — кандидат технічних наук Олександр Волков.
Адреса — м. Київ, просп. Академіка Глушкова, 40.

## Науковці
- Анісімов Анатолій Васильович (нар. 1948) — член-кореспондент НАН України, професор, доктор фізико-математичних наук, головний науковий співробітник відділу інтелектуалізації інформаційних технологій
- Бєлов Володимир Михайлович (нар. 1937) — лікар-психіатр, фахівець у галузі біологічної та медичної кібернетики. Доктор медичних наук (1986); провідний науковий співробітник
- Єрмакова Ірена Йосипівна (нар. 1942) — доктор біологічних наук, професор, провідний науковий співробітник відділу комплексних досліджень інформаційних технологій
- Коваленко Олександр Сергійович (нар. 1949) — доктор медичних наук, професор, завідувач відділу медичних інформаційних систем
- Козак Людмила Михайлівна (нар. 1952) — доктор біологічних наук, провідний науковий співробітник відділу медичних інформаційних систем
- Котова Аліна Борисівна (нар. 1938) — доктор біологічних наук, професор, завідувач відділу застосування математичних та технічних методів в біології та медицині
- Лебедєв Дмитро Васильович (нар. 1941) — доктор технічних наук, провідний науковий співробітник відділу інтелектуальних автоматичних систем
- Подчасова Тетяна Павлівна ((нар. 1940) — доктор технічних наук, професор, з 1997 по 2001 роки — завідувач відділу автоматизованих систем управління підприємством МННЦ ІТС
- Степашко Володимир Семенович (нар. 1947) — доктор технічних наук, професор, завідувач відділу інформаційних технологій індуктивного моделювання
- Файнзільберг Леонід Соломонович (нар. 1949) — доктор технічних наук, професор, головний науковий співробітник відділу інтелектуальних автоматичних систем
- Шлезінгер Михайло Іванович (нар. 1941) — доктор фізико-математичних наук, головний науковий співробітник відділу розпізнавання образів

## Меморіал
- Амосов Микола Михайлович, академік НАНУ (6 (19) грудня 1913, Ольхово — 12 грудня 2002, Київ)
- Бакаєв Олександр Олександрович, академік НАНУ (11 квітня 1927, Миколаїв — 28 листопада 2009, Київ)
- Валькман Юрій Роландович (26 квітня 1943, Пайде — 16 квітня 2017, Київ)[3][4]
- Васильєв Володимир Іванович (15 січня 1933, Ташкент — 27 лютого 2011, Київ)
- Вінцюк Тарас Климович (10 березня 1939, Кульчин — 29 травня 2012, Київ)
- Гриценко Володимир Ілліч (23 травня 1937 — 8 жовтня 2023)
- Довгялло Олексій Михайлович (21 грудня 1937, Черкаси — 4 листопада 1997, Київ)[5]
- Івахненко Олексій Григорович, академік НАНУ (30 березня 1913, Кобеляки — 16 жовтня 2007, Київ)
- Манако Алла Федорівна (1955 — червня 2024) — доктор технічних наук, завідувач відділу діалогових та навчальних систем
- Павлов Вадим Володимирович (11 січня 1933, Київ — 6 червня 2016, Київ)[6]
- Скурихін Володимир Ілліч, академік НАНУ (17 квітня 1926, Вятка — 28 серпня 2014, Київ)
- Тарасов Віктор Олексійович (1 січня 1930, Москва — 9 липня 2019, Київ)[7][8]
- Тимашова Ліана Анатоліївна[ru] (16 серпня 1941, Ворошиловград — 12 листопада 2018, Київ)

## Відділ автоматизованих систем управління підприємством (1965—2023)
Відділ автоматизованих систем управління підприємством,  відділ віртуальних систем МННЦ ІТС до 2004 року мав назву відділ АСУП. До створення 5 травня 1997 року МННЦ ІТС він знаходився у складі Інституту кібернетики НАН України. Відділом були створені перші АСУП у СРСР: «АСУ Львів», «АСУ Кунцево» та ін.
Відділ АСУП ІК АН УРСР створено 24 серпня 1965 року, у день народження В. М. Глушкова. Першим зав. відділом з 1965 по 1984 рік був В. В. Шкурба. У 1985—2018 роках зав. відділом Л. А. Тимашова.
Впровадження
- «АСУ Львів» — Львівський телевізійний завод, м. Львів
- «АСУ ЗЕМ» — Московський завод експериментальних машин
- «АСУ ТСК» — Ленінградський тракторний завод імені С. М. Кірова
- «АСУ ЦЕХ» — завод «Радіоприлад» імені С. П. Корольова, м. Київ
- «ІАСУ УЦМ» — Ульяновський центр мікроелектроніки[ru], м. Ульяновськ
- «Концептуальний проект ІАСУ підприємством» — виробниче об'єднання Новокраматорський машинобудівний завод
- «ІАСУ ковальсько-пресовим цехом» — виробниче об'єднання Новокраматорський машинобудівний завод
- «ІАСУ механозбиральним цехом» — виробниче об'єднання Новокраматорський машинобудівний завод
- «ІАСУ ВЗСМ» — завод лічильних машин «SIGMA», м. Вільнюс
- «ІАСУ БМФ» — Біличанська меблева фабрика, пгт Коцюбинське, Київська область
- «АСУ ФЕРМЕР» — радгосп «Чутово», пгт Чутове, Полтавська область
- Система управління для підтримки діяльності фірм «Коріфей+», «Коріфей — ПАРТНЕР», м. Київ